# Краузе, Кшиштоф
Кшиштоф Краузе (пол. Krzysztof Krauze; 22 апреля 1953, Варшава, Польша — 24 декабря 2014, Варшава, Польша) — польский кинорежиссёр, сценарист, оператор, актёр. Двукратный лауреат «Золотых Львов» на национальном Фестивале польских художественных фильмов в Гдыне за фильмы «Долг» (1999 год) и «Площадь Спасителя» (2006 год).

## Биография
Кшиштоф Краузе родился в 1953 году. Его мать — актриса Кристина Карковска. Окончил операторский факультет киношколы в Лодзи в 1976 году. В 1978—1983 годах сотрудничал со студией короткометражных фильмов Se-ma-for, позже — с киностудией имени Кароля Иржиковского. В начале 1980-х годов выехал из страны — сначала в Австрию, позже во Францию, но достаточно скоро вернулся на родину. В 1988 году снял свой первый полнометражный фильм «Нью-Йорк, четыре утра», выдержанный в жанре чешской комедии. Критики посчитали фильм провальным, но жюри кинофестиваля в Гдыне присудило Краузе приз за лучший дебют.
Многие смотрели «Нью-Йорк, четыре утра», я получил за него награду в Гдыне. Но для меня фильм был катастрофой. Люди, чьим мнением я дорожу, остались очень сдержанными. <...> я верю, что всё в жизни происходит не случайно. Я начал понимать, что фильм получился таким, каким я этого хотел. В нём было прикосновение истины — а это единственный путь.
Возможности выпустить следующую полнометражную картину Кшиштоф ожидал восемь лет, снимая в это время рекламные и документальные фильмы. Полнометражная лента «Уличные игры» (1996 год) принесла сразу несколько национальных кинонаград. В 1997 году по версии польского журнала «Życie» («Жизнь») Кшиштоф Краузе был признан «Человеком года». Наибольшего, вероятно, творческого успеха Краузе добивается в 1999 году, выпустив триллер «Долг».
В 2001 году Кшиштоф Краузе становится членом Европейской киноакадемии, в 2007 году — членом Совета Ассоциации польских кинематографистов. В 2008 году избран председателем Польского института кинематографии.

## Личная жизнь
После непродолжительного первого брака женился на Эве Салацкой, брак был расторгнут в 1983 году. Третья супруга — Иоанна Кос-Краузе .
В 2006 году у Кшиштофа Краузе был диагностирован рак предстательной железы. Болезнь послужила причиной смерти кинематографиста в 2014 году.
Посмертно награждён Орденом Возрождения Польши за заслуги в области развитии польского кинематографического искусства.

## Избранная фильмография
| Год  |   | Русское название      | Оригинальное название   | Роль                |
| ---- | - | --------------------- | ----------------------- | ------------------- |
| 1988 | ф | Нью-Йорк, четыре утра | Nowy Jork, czwarta rano | сценарист, режиссёр |
| 1996 | ф | Уличные игры          | Gry uliczne             | сценарист, режиссёр |
| 1999 | ф | Долг                  | Dług                    | сценарист, режиссёр |
| 2000 | ф | Большие вещи: Игра    | Wielkie rzeczy          | сценарист, режиссёр |
| 2000 | ф | Большие вещи: Сеть    | Wielkie rzeczy          | сценарист, режиссёр |
| 2004 | ф | Мой Никифор           | Mój Nikifor             | сценарист, режиссёр |
| 2006 | ф | Площадь Спасителя     | Plac Zbawiciela         | сценарист, режиссёр |
| 2013 | ф | Папуша                | Papusza                 | сценарист, режиссёр |